# A.C. Milan
Associazione Calcio Milan, skraćeno nazivani A.C. Milan ili jednostavno Milan, talijanski je nogometni klub iz Milana, Lombardija, koji se natječu u prvoj talijanskoj ligi Serie A. Milan su 1899. osnovali krojač čipki Herbet Kilpin i biznismen Alfred Edwards. Klub je cijelu povijest proveo u prvoj talijanskoj ligi koja je od sezone 1929./30. poznatija kao Serie A, osim u sezonama 1980./81. i 1982./83.
Milan je najuspješniji klub u svjetskom nogometu u smislu međunarodnih trofeja s Boca Juniorsom, s 18 trofeja koje službeno priznaju UEFA i FIFA. Milan je tri puta osvajao Interkontinentalni kup, a jednom i njegovog nasljednika FIFA Svjetsko klupsko prvenstvo. Milan je također sedmerostruki osvajač Europskog kupa/Lige prvaka, a više naslova od njih ima samo Real Madrid. Također su pet puta osvajali UEFA Superkup i dvaputa UEFA Kup pobjednika kupova. Milan je osvojio svako veliko natjecanje u kojem je sudjelovao, osim UEFA Europske lige (dva puta su 1972. i 2002. gubili u polufinalu). Gledajući domaća natjecanja, Milan je s gradskim rivalom Interom osvojio 19 naslova prvaka u Serie A što ga čini drugim najuspješnijim klubom iza Juventusa koji ima 29 naslova prvaka. Peterostruki su osvajači talijanskog kupa, a također drže sedam naslova talijanskog superkupa. AC Milan je jedan od klasičnih klubova FIFA.
Milan domaće utakmice odigrava na San Siru. Stadion, koji dijele s gradskim rivalom Interom, najveći je u talijanskom nogometu s ukupnim kapacitetom od 80.018 mjesta. Inter je smatran Milanovim najvećim rivalom, a utakmice između ova dva kluba se zovu Derby della Madonnina, koji je jedan od najpraćenijih derbija u nogometu. U 2010. Milan je postao treći najpodržavaniji klub u Italiji, a sedmi je najpodraživaniji u Europi, ispred svih talijanskih klubova.
Jedan od najpoznatijih bivših vlasnika kluba je bivši talijanski premijer Silvio Berlusconi,. Klub je jedan od najbogatijih i najvrijednijih klubova u talijanskom i svjetskom nogometu. Milan je bio jedan od osnivatelja sada izvan funkcije G-14 grupe vodećih europskih nogometnih klubova, kao i njegove zamjene europskog udruženja klubova.

## Povijest
Klub je osnovan kao nogometni i kriket klub 16. prosinca 1899. godine, a osnovali su ga englezi koji su došli iz engleskog grada Nottinghama, Alfred Edwards i Herbert Kilpin. U čast svojem engleskom podrijetlu, klub je odlučio zadržat englesko sricanje, koje je suprotno talijanskom sricanju Milano koji je bio prisiljen nositi to ime pod fašističkim režimom. Milan je svoje prvo talijansko prvenstvo osvojio 1901., a sljedeća dva 1906. i 1907.
Godine 1908. Milan je iskusio razdvajanje zbog unutarnjih neslaganja oko potpisivanja sa stranim igračima, koje je dovelo do osnivanja drugog milanskog kluba Intera. Prateći ove događaje, Milan nije uspio osvojiti niti jedan talijanski naslov prvaka do sezone 1950./51. Klub se u 50-ima vratio na vrh talijanskog nogometa, vođeni švedskim trijom poznatijim kao Gre-No-Li, kojeg su činili Gunnar Gren, Gunnar Nodrahl i Nils Liedholm. U 1963. Milan je osvojio prvi kontinentalni naslov, nakon što su pobijedili Benficu u finalu Europskog kupa. Isto natjecanje je ponovno osvojeno 1969., a iste godine je osvojen i Interkontinentalni kup. Nakon umirovljenja Giannija Rivere 1979. Milan je ušao u loše razdoblje, tijekom kojeg su bili uključeni u Totonero skandal 1980. zbog kojeg su izbačeni u drugu talijansku ligu, poznatiju kao Serie B, prvi put u povijesti. Skandal je bio usmjeren na kladioničare koji su podmićivali igrače i suce da namještaju rezultate utakmica. Milan se ubrzo opet vratio u Serie A, ali je sljedeće godine opet relegiran u Serie B nakon što su završili sezonu u zoni ispadanja.
20. veljače 1986. poduzetnik Silvio Berlusconi je kupio klub i spasio ga od bankrota uložeći velike količine novca, a nakon što je sjeo na mjesto vlasnika odmah je zaposlio menadžera Arriga Sacchija na čelu Rossonerija i kupio je nizozemski trio; Ruuda Gullita, Marca van Bastena i Franka Rijkaarda. Ovo je bio početak nedvojbeno najuspješnije ere u Milanovoj povijesti, nakon što su osvojili osam ligaških naslova, jednom talijanski kup i pet puta talijanski superkup, pet trofeja Lige prvaka, pet naslova UEFA Superkupa, dva Interkontinetnalna kupa i jedan naslov FIFA Svjetskog klupskog prvenstva. Ta uspješna momčad je bila proglašena najboljim klubom svih vremena, u globalnoj anketi stručnjaka koju je proveo World Soccer magazin. Svoj vrh su postigli u jednoj od klubovih najupečatljivijoj utakmici, poznatoj 4:0 pobjedi nad Barcelonom u finalu UEFA Lige prvaka 1994. U sezoni 1998./99. nakon dvije godine, Milan je podigao svoj šesnaesti ligaških naslov u stoljetnoj obljetnici kluba.
U novije vrijeme, klub je 2006. bio uključen u Serie A skandal, koji je nazvan Calciopoli, gdje je pet klubova optuženo za namještanje utakmica odabirajući naklonjene suce. Policija je isključila bilo kakvu umiješanost Milanovih menadžera, ali je talijanski nogometni savez odlučio da imaju dovoljno dokaza da osude Milanovog potpredsjednika, Adriana Gallianija. Kao rezultat svega, Milan je u početku bio kažnjen oduzimanjem 15 bodova u prvenstvu čime ne bi bili u mogućnosti kvalificirati se za Ligu prvaka. Milan je uložio žalbu koja je prihvaćena te je kazna smanjena na 8 bodova, čime je Milan ostao u mogućnosti igrati u Ligi prvaka 2006./07. sezone. Milan je zatim osvojio Ligu prvaka, čime su osvojili trofej europskog kupa sedmi put u povijesti.
Prateći posljedice Calciopolija, gradski suparnici Inter su počeli dominirati domaćim prvenstvom, osvajajući četvrti Scudetto. Međutim, uz pomoć jake postave s igračima poput Zlatana Ibrahimovića, Robinha i Alexandre Pata, Milan je ponovno osvojio Scudetto u sezoni 2010./11., a to je bio njihov prvi ligaški naslov još od sezone 2003./04. i ukupno osamnaesti.

## Boje i grb
Crvena i crna su boje koje predstavljaju klub tijekom njegove cijele povijesti. One su izabrane da predstave vatreni žar (crvena) igrača Milana i strah protivnika (crna). Rossoneri, najčešći nadimak kluba u doslovnom prijevodu na talijanskom znači "crveno-crni", što predstavlja poveznicu boja na dresu.
Još jedan nadimak je izveden iz boja kluba, a taj je Vrag. Slika crvenog vraga je korištena pokraj Milanovog grba jedno vrijeme pokraj Zlatne zvjezdice za športska dostignuća. Kao što je uobičajno u talijanskom nogometu, zvijezda iznad grba je dodijeljena klubovima nakon što osvoje deset ligaških naslova, a Milan je prvu osvojio 1979. Dugi niz godina, Milanov grb je bio jednostavno zastava Milana, koja je izvorno bila zastava Svetog Ambrozija. Moderni grb koji danas klub koristi su klupske boje i zastava Comune di Milana, s akronimom ACM na vrhu grba i godinom osnivanja (1899.) na dnu.
Bijele gaćice i crne čarape su obično sastavni dio domaće garniture. Milanova gostujuća garnitura je uvijek bila upotpunosti bijela. I navijači i klub smatraju kako je gostujuća bijela garnitura sretna garnitura u finalima Lige prvaka, s obzirom na činjenicu da je Milan osvojio šest od osam finala u potpuno bijeloj garnituri (izgubili su samo od Ajaxa 1995. i 2005. od Liverpoola), a samo jedno finale od tri su osvojili u domaćoj garnituri. Treća garnitura, koja je jako rijetko korištena, mijenja se svake godine, ali je uglavnom potpuno crne boje.

## Stadion
Stadion kluba je Stadio San Siro, koji ima 80.018 mjesta, a službeno ime mu je Stadio San Siro. San Siro je okrug Milana po kojemu je stadion dobio naziv. San Siro je dom Milana od 1926. kada je privatno izgrađen financijama tadašnjeg Milanovog predsjednika Piera Pirellija. Konstrukcija je izvršena od strane 120 radnika, kojima je bilo potrebno trinaest i pol mjeseci za izgradnju. Stadion je bio u vlasništvu kluba sve 1935. dok nije prodan gradskom vijeću i od 1947. Milan dijeli stadion s gradskim suparnikom Interom.
Prva utakmica na stadionu ikada odigrana je 19. rujna 1926. kada je Milan izgubio 6:3 od suparnika Intera u prijateljskoj utakmici. Milan je prvu ligašku utakmicu odigrao na stadionu 19. rujna 1926. kada su izgubili 1:2 protiv Sampierdarnesea. Od prvotnog kapaciteta od 35.000 sjedala, stadion je bio podvrgnut nekoliko obnavljanja, najnovije u pripremama za Svjetsko prvenstvo 1990. kada je kapacitet podignut na 85.700, sav pokriven s polikarbonatnim krovom. Na ljeto 2008. kapacitet je smanjen na 80.018 kako bi stadion zadovoljio nove standarde koje je postavila UEFA.
Na temelju engleskog modela stadiona, San Siro je izgrađen specifično za nogometne utakmice, što je suprotno većini višenamjenskih stadiona u Serie A. Stoga je poznat u Italiji po fantastičnim atmosferama tijekom utakmice, zahvaljujući bliskosti sjedilišta do terena. Česta navijačka uporaba baklji pridonosi atmosferi, ali je to isto povremeno donosilo i probleme.
Dana 19. prosinca 2005. Milanov potpredsjednik i izvršni direktor Adriano Galliani najavio je da klub ozbiljno radi na preseljenju. On je rekao da je Milanov novi stadion će biti u velikoj mjeri temeljen na Veltins-Areni, a slijedit će standarde nogometnih stadiona u Sjedinjenim Američkim Državama, Njemačkoj i Španjolskoj. Za razliku od mnogih drugih stadiona u Italiji, u Milanu novi stadion najvjerojatnije će se koristiti samo za nogomet, bez atletske staze. Novi stadion na imenovanja prava vjerojatno će biti prodan sponzoru, slično kao što je i Arsenal napravio s Emirates stadionom. Ostaje za vidjeti hoće li se taj plan nastaviti ili je to samo trik da se prisile vlasnici (Comune di Milano) na prodaju stadiona u Milanu za nominalnu naknadu, kako bi nastavili s opsežnim obnovama. Mogućnost odlaska Intera sa San Sira može utjecati na postupak.

## Navijači i rivalstva
Milan je jedan od najpodržavanijih nogometnih klubova u Italiji, prema istraživanju koje je proveo talijanski list La Repubblica. Povijesno gledano, Milan je bio podržan od gradske radničke klase i sindikalaca. S druge strane, gradskog suparnika Internazionale uglavnom podržavaju više prosperitetni i obično ljudi srednje klase. Jedna od najstarijih ultras skupina u talijanskom nogometu, Fossa dei Leoni, nastali su u Milanu. Trenutno, glavna ultras skupina je Brigate Rossonere. Politički, ultrasi Milana nikada nisu imali nikakvu posebnu sklonost, ali su ih mediji tradicionalno povezivali s ljevicom, sve do nedavno, kada je Berlusconijevo predsjedništvo nešto utjecalo na taj pogled.
Prema studiji iz 2010. Milan je najpodržavanija talijanska momčad u Europi i sedma u ukupnom poretku, s više od 18.4 milijuna obožavatelja. AC Milan ima devetu najveću posjećenost europskih klubova iza dortmundske Borussije, FC Barcelone, Manchester Uniteda, Real Madrida, Bayern Münchena, Schalkea, Arsenala, i Hamburga.
Navijači Genoe smatraju Milan kao najomraženijim suparnikom Genoe nakon što je navijač Genoe, Vincenzo Spagnola izboden na smrt od navijača Milana u siječnju 1995. Međutim, Milanovo glavno suparništvo je protiv gradskog suparnika, Intera. Utakmica između ova dva kluba se zove Derby della Madonnina, a takav susret bude dva puta u ligi. Naziv derbija se odnosi na Blaženu Djevicu Mariju, čiji je kip na vrhu milanske katedrale jedna od glavnih atrakcija grada. Susret se obično stvara živu atmosferu, s brojnim (često smiješnim ili uvredljivog) transparentima prije početka utakmice. Baklje su obično prisutne i pridonose spektaklu, ali oni ponekad dovode do problema, uključujući i prijekid utakmice četvrtfinala Lige prvaka između Milana i Intera, 12. travnja 2005., nakon što je baklja koju su bacili navijači Intera pogodila u rame Milanovog vratara Didu.

## Umirovljeni klupski brojevi
| Dres | Igrač         | Državnost | Pozicija     | Debi za Milan      | Zadnja utakmica   | Ref    |
| ---- | ------------- | --------- | ------------ | ------------------ | ----------------- | ------ |
| 3*   | Paolo Maldini | Italija   | Lijevi bočni | 25. siječnja 1985. | 31. svibnja 2009. | [ 40 ] |
| 6    | Franco Baresi | Italija   | Stoper       | 23. travnja 1978.  | 1. lipnja 1997.   | [ 40 ] |

* Broj može ponovno uzeti jedan od njegovih sinova, ako budu zaigrali za Milan.

## Predsjednici i treneri

### Predsjednici
Milan je imao brojne predsjednike tijekom svoje povijesti, od kojih su neki bili vlasnici kluba, dok su drugi bili počasni predsjednici. Ovdje je potpuni popis svih predsjednika u povijesti kluba.
| Ime                                       | Godine        |
| ----------------------------------------- | ------------- |
| Alfred Edwards                            | 1899. – 1909. |
| Giannino Camperio                         | 1909.         |
| Piero Pirelli                             | 1909. – 1928. |
| Luigi Ravasco                             | 1928. – 1930. |
| Mario Bernazzoli                          | 1930. – 1933. |
| Luigi Ravasco                             | 1933. – 1935. |
| Pietro Annoni                             | 1935.         |
| Pietro Annoni G. Lorenzini Rino Valdameri | 1935. – 1936. |
| Emilio Colombo                            | 1936. – 1939. |
| Achille Invernizzi                        | 1939. – 1940. |
| Umberto Trabattoni                        | 1940. – 1944. |

| Ime                | Godine        |
| ------------------ | ------------- |
| Antonio Busini     | 1944. – 1945. |
| Umberto Trabattoni | 1945. – 1954. |
| Andrea Rizzoli     | 1954. – 1963. |
| Felice Riva        | 1963. – 1965. |
| Federico Sordillo  | 1965. – 1966. |
| Franco Carraro     | 1967. – 1971. |
| Federico Sordillo  | 1971. – 1972. |
| Albino Buticchi    | 1972. – 1975. |
| Bruno Pardi        | 1975. – 1976. |
| Vittorio Duina     | 1976. – 1977. |
| Felice Colombo     | 1977. – 1980. |
| Gaetano Morazzoni  | 1980. – 1982. |

| Ime                    | Godine        |
| ---------------------- | ------------- |
| Giuseppe Farina        | 1982. – 1986. |
| Rosario Lo Verde       | 1986.         |
| Silvio Berlusconi      | 1986. – 2004. |
| Predsjednička komisija | 2004. – 2006. |
| Silvio Berlusconi      | 2006. – 2008. |
| Predsjednička komisija | 2008. – 2012. |
| Silvio Berlusconi      | 2012. – 2017. |
| Li Yonghong            | 2017. – 2018. |
| Paolo Scaroni          | 2018.–        |

### Treneri
Ažurirano 19. lipnja 2019.
| Ime                          | Država | Godine        |
| ---------------------------- | ------ | ------------- |
| Herbert Kilpin               |        | 1900. – 1908. |
| Daniele Angeloni             |        | 1906. – 1907. |
| Tehnička kommisija           |        | 1907. – 1910. |
| Giovanni Camperio            |        | 1910. – 1911. |
| Tehnička komisija            |        | 1911. – 1914. |
| Guido Moda                   |        | 1915. – 1922. |
| Ferdi Oppenheim              |        | 1922. – 1924. |
| Vittorio Pozzo               |        | 1924. – 1926. |
| Guido Moda                   |        | 1926.         |
| Herbert Burgess              |        | 1926. – 1928. |
| Engelbert König              |        | 1928. – 1931. |
| József Bánás                 |        | 1931. – 1933. |
| József Viola                 |        | 1933. – 1934. |
| Adolfo Baloncieri            |        | 1934. – 1937. |
| William Garbutt              |        | 1937.         |
| Hermann Felsner József Bánás |        | 1937. – 1938. |
| József Viola                 |        | 1938. – 1940. |
| Guido Ara Antonio Busini     |        | 1940. – 1941. |
| Mario Magnozzi               |        | 1941. – 1943. |
| Giuseppe Santagostino        |        | 1943. – 1945. |
| Adolfo Baloncieri            |        | 1945. – 1946. |
| Giuseppe Bigogno             |        | 1946. – 1949. |
| Lajos Czeizler               |        | 1949. – 1952. |
| Gunnar Gren                  |        | 1952.         |
| Mario Sperone                |        | 1952. – 1953. |
| Béla Guttmann                |        | 1953. – 1954. |
| Antonio Busini               |        | 1954.         |
| Hector Puricelli             |        | 1954. – 1956. |
| Giuseppe Viani               |        | 1957. – 1960. |
| Paolo Todeschini             |        | 1960. – 1961. |
| Nereo Rocco                  |        | 1961. – 1963. |
| Luis Carniglia               |        | 1963. – 1964. |
| Nils Liedholm                |        | 1963. – 1966. |
| Giovanni Cattozzo            |        | 1966.         |
| Arturo Silvestri             |        | 1966. – 1967. |
| Nereo Rocco                  |        | 1966. – 1972. |
| Cesare Maldini               |        | 1973. – 1974. |

| Ime                           | Država | Godine        |
| ----------------------------- | ------ | ------------- |
| Giovanni Trapattoni           |        | 1974.         |
| Gustavo Giagnoni              |        | 1974. – 1975. |
| Nereo Rocco                   |        | 1975.         |
| Paolo Barison                 |        | 1975. – 1976. |
| Giovanni Trapattoni           |        | 1976.         |
| Giuseppe Marchioro            |        | 1976. – 1977. |
| Nereo Rocco                   |        | 1977.         |
| Nils Liedholm                 |        | 1977. – 1979. |
| Massimo Giacomini             |        | 1979. – 1981. |
| Italo Galbiati                |        | 1981.         |
| Luigi Radice                  |        | 1981. – 1982. |
| Italo Galbiati                |        | 1982.         |
| Francesco Zagatti             |        | 1982.         |
| Ilario Castagner              |        | 1982. – 1984. |
| Italo Galbiati                |        | 1984.         |
| Nils Liedholm                 |        | 1984. – 1987. |
| Fabio Capello                 |        | 1987.         |
| Arrigo Sacchi                 |        | 1987. – 1991. |
| Fabio Capello                 |        | 1991. – 1996. |
| Oscar Tabárez                 |        | 1996.         |
| Giorgio Morini                |        | 1996. – 1997. |
| Arrigo Sacchi                 |        | 1997.         |
| Fabio Capello                 |        | 1997. – 1998. |
| Alberto Zaccheroni            |        | 1998. – 2001. |
| Cesare Maldini Mauro Tassotti |        | 2001.         |
| Fatih Terim                   |        | 2001.         |
| Carlo Ancelotti               |        | 2001. – 2009. |
| Leonardo                      |        | 2009. – 2010. |
| Massimiliano Allegri          |        | 2010. – 2014. |
| Clarence Seedorf              |        | 2014.         |
| Filippo Inzaghi               |        | 2014. – 2015. |
| Siniša Mihajlović             |        | 2015. – 2016. |
| Cristian Brocchi              |        | 2016.         |
| Vincenzo Montella             |        | 2016. – 2017. |
| Gennaro Gattuso               |        | 2017. – 2019. |
| Marco Giampaolo               |        | 2019.         |
| Stefano Pioli                 |        | 2019.–        |

## Proizvođači dresova i sponzori
| Period    | Proizvođač dresova | Sponzor         |
| --------- | ------------------ | --------------- |
| 1981./82. | Linea Milan        | Pooh Jeans      |
| 1982./83. | NR                 | Hitachi         |
| 1983./84. | NR                 | Cuore           |
| 1984./85. | Rolly Go           | Oscar Mondadori |
| 1985./86. | Gianni Rivera      | Fotorex U-Bix   |
| 1986./87. | Kappa              | Fotorex U-Bix   |
| 1987./90. | Kappa              | Mediolanum      |
| 1990./92. | Adidas             | Mediolanum      |
| 1992./93. | Adidas             | Motta           |
| 1993./94. | Lotto              | Motta           |
| 1994./98. | Lotto              | Opel            |
| 1998./06. | Adidas             | Opel            |
| 2006./10. | Adidas             | Bwin            |
| 2010./18. | Adidas             | Fly Emirates    |
| 2018./23. | Puma               | Fly Emirates    |

## Trofeji

### Domaći

#### Prvenstvo
Serie A:
- Prvak (19): 1901., 1906., 1907., 1950./51., 1954./55., 1956./57., 1958./59., 1961./62., 1967./68., 1978./79., 1987./88., 1991./92., 1992./93., 1993./94., 1995./96., 1998./99., 2003./04., 2010./11., 2021./22.
- Drugoplasirani (20): 1902., 1910./11., 1911./12., 1947./48., 1949./50., 1951./52., 1955./56., 1960./61., 1964./65., 1968./69., 1970./71., 1971./72., 1972./73., 1989./90., 1990./91., 2004./05., 2011./12., 2012./13., 2020./21., 2023./24.

Serie B:
- Prvak (2): 1980./81., 1982./83.

#### Kup
Coppa Italia:
- Osvajač (5): 1966./67., 1971./72., 1972./73., 1976./77., 2002./03.
- Finalist (10): 1941./42., 1967./68., 1970./71., 1974./75., 1984./85., 1989./90., 1997./98., 2015./16., 2017./18., 2024./25.

Supercoppa Italiana:
- Osvajač (8): 1988., 1992., 1993., 1994., 2004., 2011., 2016., 2024.
- Finalist (5): 1996., 1999., 2003., 2018., 2022.

### Europski
UEFA Liga prvaka:
- Osvajač (7): 1962./63., 1968./69., 1988./89., 1989./90., 1993./94., 2002./03., 2006./07.
- Finalist (4): 1957./58., 1992./93., 1994./95., 2004./05.

UEFA Kup pobjednika kupova:
- Osvajač (2): 1967./68., 1972./73.
- Finalist (1): 1973./74.

UEFA Superkup:
- Osvajač (5): 1989., 1990., 1994., 2003., 2007.
- Finalist (2): 1973., 1993.

### Svjetski
Interkontinentalni kup:
- Osvajač (3): 1969., 1989., 1990.
- Finalist (4): 1963., 1993., 1994., 2003.

FIFA Svjetsko klupsko prvenstvo:
- Osvajač (1): 2007.

## Klupska statistika i rekordi
Paolo Maldini drži rekord za oboje i ukupno nastupa i nastupa u Serie A za Milan, s 902 službene utakmice, a ukupno 647 u Seriji A (od 31. svibnja 2009., ne uključujući playoff utakmice).
Švedski napadač Gunnar Nordahl zabio je 38 golova u sezoni 1950./51., od čega su 35 bili u Serie A, postavljajući talijanski i klupski rekord. Postao je najbolji Milanov strijelac svih vremena, zabio je 221 gol za klub u 268 utakmica. Na drugom mjestu ga slijedi Andrij Ševčenko sa 175 golova u 322 utakmica, i Gianni Rivera na trećem mjestu, koji je postigao 164 golova u 658 utakmica. Rivera je i Milanov najmlađi strijelac, kada je sa samo 17 godina zabio u ligaškoj utakmici protiv Juventusa.
Legendarni taktičar Nereo Rocco, prvi zagovornik catenaccia u zemlji, bio je Milanov trener najdulje vrijeme, a na klupi Rossonera je sjedio više od 9 godina (u dva razdoblja),  1960-ih i ranih 1970-ih, osvojivši prvi klupski naslov Europskog kupa. Talijanski premijer Silvio Berlusconi, koji je kupio klub u 1986. je Milanov predsjednik na dulje vrijeme (23 godine, zbog dvogodišnje odsutnosti između 2004. i 2006.).
Prva službena utakmica u kojoj je Milan sudjelovao je u Trećem federalnom nogometnom prvenstvu, prethodniku Serie A, kada su izgubili 3:0 od Torinese. Milanova najveća ikad pobjeda je 13:0 protiv Audax Modene, u ligaškoj utakmici u sezoni 1914./15. Najteži poraz zabilježen je u ligi u sezoni 1922./23. kada su izgubili rezultatom 0:8 od Bologne.
Tijekom sezone 1991./92., klub je postigao značaj kao prva momčad koja je osvojila Serie A bez ijednog poraza. Prije toga, samo Perugia je uspjela biti neporažena tijekom u prvenstvu (1978./79.), ali je završila na drugom mjestu na tablici. Ukupno, Milanov niz neporaženosti je trajao 58 utakmica, a započeo je utakmicom koja je završila 0:0 protiv Parme 26. svibnja 1991., a završio je 21. ožujka 1993. domaćim porazom 1:0 također protiv Parme. To je rekord Serie A kao i treći najduži period neporaženosti u najboljim ligama u europskom nogometu, a ispred Milana su Steaua Bukureš s rekordom od 104 neporaženih utakmica i Celtic sa 68 utakmica bez poraza.
Uz Boca Juniorse, Milan je osvojio više međunarodnih klupskih naslova koje FIFA priznaje od bilo kojeg drugog kluba na svijetu.
Prodajom Kake Real Madridu u 2009. oboren je osam godina star svjetski rekord nogometnih transfera koji je držao Zinedine Zidane, a Madriđani su Kaku platili 56.000.000 £. Međutim, taj rekord je trajao manje od mjesec dana, kada je razbijen kupovinom Cristiana Ronalda koji je plaćen 80.000.000 £. Ovaj rekord je, međutim, u smislu nominalne stope britanske funte, nije prilagođen inflaciji, odnosno stvarnoj vrijednosti u eurima, valute koju koriste u Italiji i Španjolskoj.

## Vanjske poveznice
- A.C. Milan – službena stranica kluba (engl.) (tal.)
- A.C. Milan at Serie A  Arhivirana inačica izvorne stranice od 24. lipnja 2018. (Wayback Machine) (engl.) (tal.)